# Préau

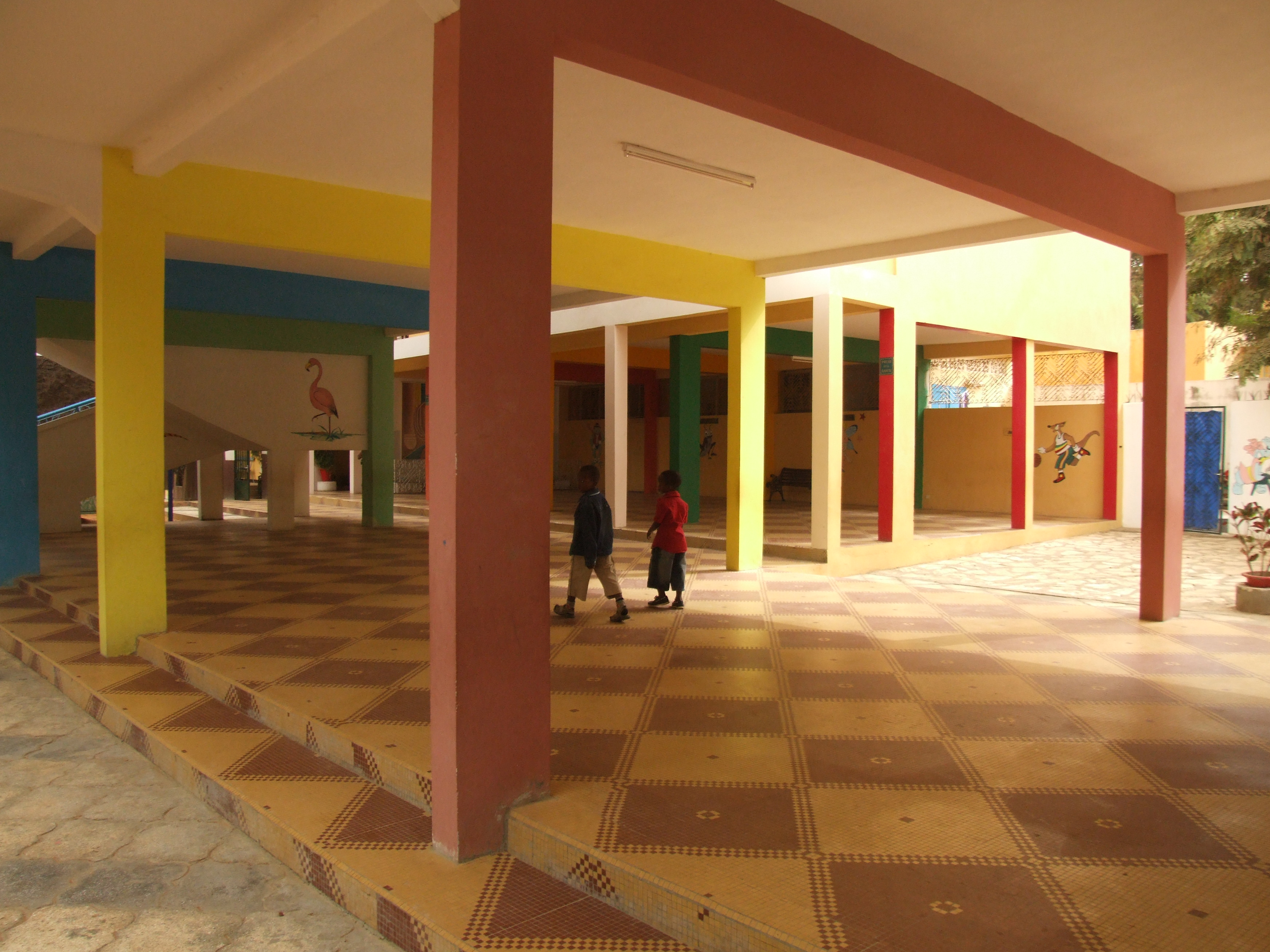
Préau des petits au cours Sainte-Marie de Hann (Dakar, Sénégal).

Le préau est un espace couvert ou découvert, selon le type d'édifice. Dans le cadre d'un établissement scolaire, il se présente sous la forme d'un espace couvert situé à proximité de la cour de récréation, afin d'abriter les élèves des intempéries.

## Définition
Selon le CNRTL, le préau définissait, à l'origine un petit pré et désigne aujourd'hui, deux types de lieux:
1. un espace couvert ou non couvert, situé à l'intérieur de certains édifices tels que des hôpitaux, des prisons ou des monastères (préau claustral) généralement utilisé pour la promenade des personnes qui y résident.
2. un espace généralement couvert attenant à la cour d'un établissement scolaire et destiné à abriter les élèves, en cas d'intempéries, durant la récréation.

## Exemples architecturaux

### Le prael médiéval

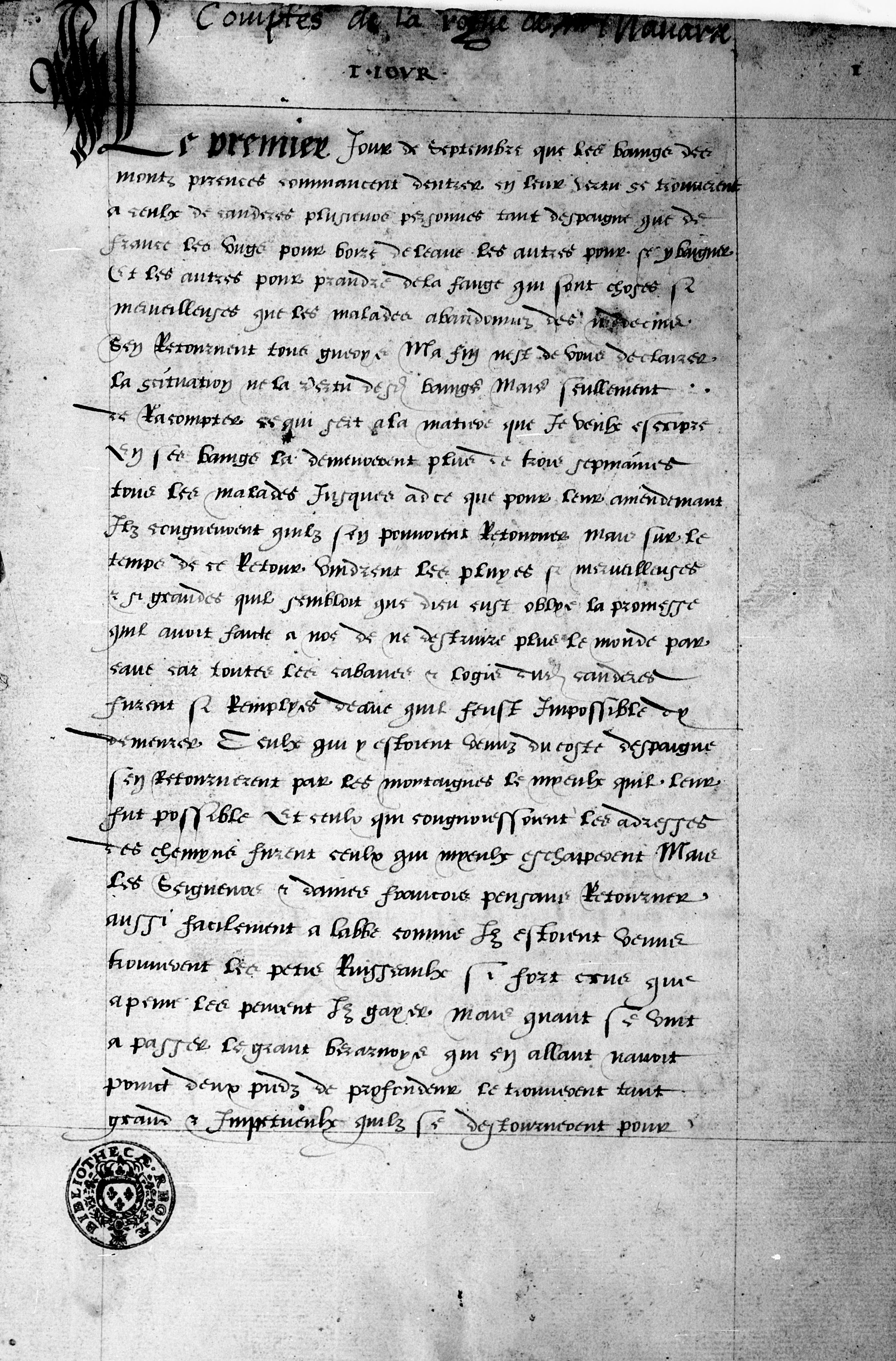
Manuscrit de l'Heptaméron.

À l'origine le mot prael, issu du latin « pratellum » (qui donnera le mot préau), désigne un petit pré, mais il peut également définir un petit jardin ou plus souvent une pelouse ou un boulingrin, quelquefois un verger, attenant à une habitation, consulté :
Dans le Roman de la Rose, le personnage du Jaloux reproche à son épouse d’aller chanter et danser dans ce type de jardin :
« Ainz alez chantant et balant

Par ces jardins, par ces preaus... »

La femme de lettres, Marguerite de Navarre, décrit, dans son recueil L'Heptaméron, paru en 1549, le préau comme un verger: 
« Un preau couvert de cerisiers et bien clos de haies de rosiers et de grosseillers fort hauts. »

### Le préau carcéral
Les détenus incarcérés peuvent bénéficier de sorties en « promenades ». Celles-ci sont organisées dans des préaux collectifs ou individuels selon le type de détention.

### Le préau scolaire
En France, la notion d’architecture scolaire apparait au début du XIXe siècle avec les « maisons d’école » créées par la loi Guizot sur l'instruction primaire et l’apparition de guides de référence sur la construction de ces établissements.  
Ces maisons d'école sont conçues selon des règles d’hygiène et de sécurité propres à l'époque. Les écoles sont, dès lors, considérées comme des sanctuaires protégeant les élèves de l’extérieur et sont conçues un espace dans lequel on peut se dépenser et prendre l’air sans avoir besoin d'en sortir avec l'installation de cours de récréations et de préaux.
Aux États-Unis, au début du XXe siècle, la plupart des écoles comprennent toutes des cours intérieures (yards) ou extérieures avec des préaux séparés se présentant souvent comme de vastes lieux fermés ou se pratique également l'éducation sportive.

## Dans la culture populaire
Le Préau des Accoules est un musée de  la ville de Marseille, situé dans le quartier du Panier. Il est consacré aux enfants, d'accès gratuit pour eux et propose chaque année deux expositions thématiques exclusivement destinées à cette catégorie de population.

### Dans la bande dessinée
La Loi du préau est le neuvième tome de la série de bande dessinée Titeuf, créée par l'auteur de bande dessinée suisse Zep, sorti en 2002.

### Dans la chanson
De nombreuses chansons évoquant l'école citent le préau, notamment dans certaines chansons enfantines.
La chanson de l'artiste français Richard Gotainer, Poil au tableau (album « Grands succès », 1981), fait mention du préau dans son texte : 
« J'ai fait les petites écoles

Je sors des hauts préaux

J'ai la mention guignol

En histoire de toto »

### Dans la littérature
L'écrivain français Honoré de Balzac évoque les préaux des prisons dans son roman Splendeurs et misères des courtisanes :
«  Que ce soit le préau de la Force ou celui de Poissy, ceux de Melun ou de Sainte-Pélagie, un préau est un préau. Les mêmes faits s’y reproduisent identiquement, à la couleur près des murailles, à la hauteur ou à l’espace »